# Jan Jerie (gynekolog)
Jan Jerie (1. února 1897, Valteřice v Podkrkonoší – 13. února 1964, Praha) byl český lékař, gynekolog a porodník.

## Život
Jan Jerie se narodil v roce 1897 ve Valteřicích v Podkrkonoší. Vystudoval Lékařskou fakultu Univerzity Karlovy (1915–1920).
Od roku 1924 byl řídícím lékařem porodnického sanatoria dr. Záhorského v Praze XII. na Vinohradech. V roce 1945 se stal primářem Ústavu pro rodičky v Praze-Bubenči. Zavedl mnoho zahraničních novinek v oblasti porodnictví a také vlastní, například konstrukci takzvané „Jeriovy postele“.
Dr. Jerie je pohřben na Vinohradském hřbitově.